# Dao động nghẹt

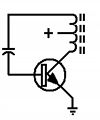
Sơ đồ tương đương Dao động nghẹt dùng transistor

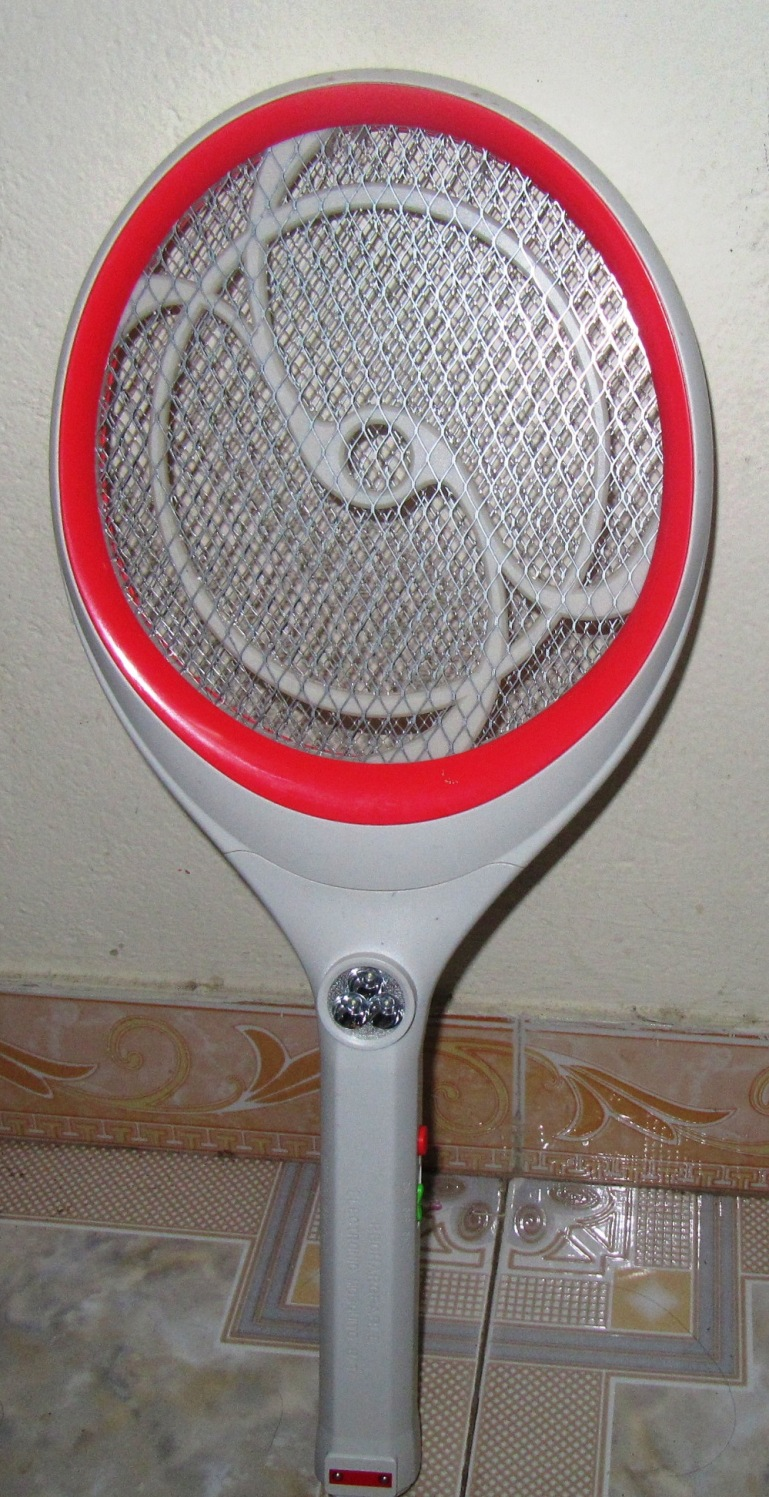
Vợt diệt muỗi

Mạch tạo dao động nghẹt là mạch dao động điện tử đơn giản lập bằng một phần tử tích cực như transistor và một biến áp thích hợp, cùng các phần tử RC phụ trợ, tạo ra xung sóng liên tục có hệ số độ sâu xung (duty cycle) rất cao, và tạo ra xung điện áp có thể cao hơn mức điện áp nguồn nhiều lần.
Tên gọi nghẹt bắt nguồn từ thực tế là phần tử khuếch đại bị cắt hoặc "bị chặn" trong hầu hết chu kỳ hoạt động. Tín hiệu ra không có dạng sin, và được dùng làm bộ tạo thời kế (timer) và cho ứng dụng tạo điện áp đủ cao công suất nhỏ từ các nguồn điện áp thấp.

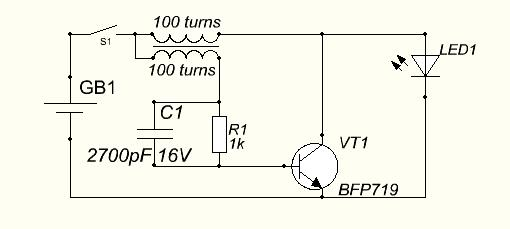
Mạch Joule thief để cấp năng lượng cho một LED phát sáng từ pin 1,5 V
Dạng sóng của dao động nghẹt Joule thief, đỉnh dương bị cắt bởi LED

Mạch dao động nghẹt hiện được ứng dụng:
- Đổi điện DC-DC với tỷ số nâng áp có thể đến trên 100 lần, như điện áp 1200 V từ nguồn 12 V trong máy đo đạc phân tích di động, thắp đèn dây huỳnh quang (Elwire hay Electro-luminescent wire), trong vợt diệt muỗi, bắt cá,...
- Đổi điện DC-DC với tỷ số vừa phải để thắp sáng đèn LED.
- Các ứng dụng khác: Nếu tín hiệu ra được sử dụng làm tín hiệu âm thanh, các âm đơn giản cũng đủ cho các ứng dụng như báo thức hoặc thiết bị thực hành mã Morse. Một số máy ảnh sử dụng mạch tạo dao động nghẹt để nhấp nháy đèn flash trước khi chụp nhằm giảm hiệu ứng mắt đỏ.